# Брюлло та Брюллови
Брюлло́ та Брюлло́ви — родина російських художників (живописців, графіків, а також скульпторів), що походила із Франції. Найвідомішим представником цієї творчої родини був художник Карл Брюллов.

## Історія родини
Французькі предки російських Брюлло та Брюллових, що були протестантами, після скасування 1685 року Нантського едикту змушені були покинути батьківщину. Вони перебралися в Німеччину й поселилися в місті Люнебург. У Німеччині Брюлло онімечилися та змінили французьке написання свого прізвища «Bruleleau» на німецьке — «Brüllo».
Один із представників сім'ї — Георг Брюлло, якому було понад 50 років, 1773 року приїхав на запрошення російського уряду до Санкт-Петербурга, де став працювати орнаментним скульптором на Імператорському порцеляновому заводі. Нащадки Георга Брюлло прийняли російське підданство.
До приїзду в Росію Георг Брюлло втратив старшого сина Іоанна. Власне, саме Іоанна Брюлло варто вважати прабатьком російських Брюлло та Брюлловивих, адже саме його діти — 13-річний Пауль й малолітня Катерина, що з дідусем потрапили до Росії, тут облаштували свою долю. Так, у Росії дідусь видав Катерину Іванівну заміж. А Павло Іванович став у Росії академіком орнаментальної скульптури.
Павло Іванович Брюлло двічі одружувався. Від першого шлюбу з дівицею Краутвезель він мав єдиного сина Фрідріха-Федора. Той став професором історичного й церковного живопису, а з його дітей від шлюбу з донькою пастора Ульмана відзначився Микола Федорович Брюлло, який став професором архітектури.
Другою дружиною Павла Івановича Брюлло стала Марія-Єлизавтета Шредер — донька придворного садівника. У цьому шлюбі народилося багато дітей (чотири сини та дві доньки), а в історії російського мистецтва помітний слід залишили троє: скульптор Олександр Павлович, живописці Карл Павлович і Іван Павлович.
В указі імператора про поїздку за кордон Олександра й Карла Брюлло для продовження художньої освіти їхнє прізвище набуло російського звучання — Брюллов. Відтоді Олександр Павлович і Карл Павлович стали Брюлловими, решта представників їхньої родини залишилися зі старим прізвищем Брюлло.
На клопотання Олександра Павловича Брюллова 23 квітня (за старим стилем) 1838 року йому надано право на спадкове дворянство та герб.